# Grający w karty (obraz Caravaggia)
Grający w karty lub Szulerzy – obraz stworzony w 1597 r. przez włoskiego artystę barokowego, Caravaggia. Obecnie znajduje się w Kimbell Art Museum w Fort Worth (USA). Dzięki temu obrazowi Caravaggio rozpoczął pracę jako samodzielny artysta.
Scena rodzajowa przedstawiona w Szulerach ma charakter reportażowy. Stały bywalec podejrzanych knajp musiał niejednokrotnie być świadkiem rozgrywek, w których naiwni młodzieńcy padali ofiarą karcianych oszustów. Caravaggio stara się realistycznie oddać rysy postaci oraz szczegóły rzeczywistości. Sam zaś układ postaci przybiera raczej wymowę symboliczną, gdyż nazbyt widoczne wydają się gesty tytułowych szulerów. Piękno i naiwność młodego gracza to cechy właściwe dobru, zaś przebiegłość i skłonność do oszustwa są jednoznacznie złe.
Obraz został odkryty przez włoskiego kardynała Francesca Del Monte w sklepie mieszczącym się naprzeciw pałacu kardynała. Jego właścicielem był handlarz obrazów Constantin Spata. Del Monte nabył obraz za kilka skudów. Dzieło wywarło duże wrażenie dzięki czemu Caravaggio zyskał bogatego mecenasa, zamieszkał u niego i dzięki protektorowi otrzymał pierwsze większe zamówienia.
Obraz stał się inspiracją piosenki Jacka Kaczmarskiego pod tytułem Szulerzy. Przewrotnie największym oszustem jest tam pozornie uczciwy gracz. Demaskuje on najpierw pozostałych szulerów, aby potem tym łatwiej oszukać kolejnych, uczciwych, graczy.